# Алферовская (Тарногское сельское поселение)
Алферовская — деревня в Тарногском районе Вологодской области.
Входит в состав Тарногского сельского поселения, с точки зрения административно-территориального деления — в Шевденицкий сельсовет. До 2001 года была центром Шевденицкого сельсовета.
Расстояние до районного центра Тарногского Городка по автодороге — 2 км. Ближайшие населённые пункты — Тимошинская, Кремлево, Михеевская.
По переписи 2002 года население — 2 человека.